# Paul Brotherton
Paul Brotherton (Oldham, 11 de julio de 1966) es un deportista británico que compitió en vela en las clases 470 y 49er.
Ganó una medalla de bronce en el Campeonato Mundial de 49er de 2002 y dos medallas en el Campeonato Europeo de 49er, oro en 1998 y plata en 2009. También obtuvo una medalla de bronce en el Campeonato Mundial de 470 de 1991
Participó en los Juegos Olímpicos de Barcelona 1992, ocupando el sexto lugar en la clase 470.

## Palmarés internacional
| Campeonato Mundial | Campeonato Mundial   | Campeonato Mundial | Campeonato Mundial |
| Año                | Lugar                | Medalla            | Clase              |
| ------------------ | -------------------- | ------------------ | ------------------ |
| 1991               | Brisbane (Australia) | Medalla de bronce  | 470                |

| Campeonato Mundial | Campeonato Mundial       | Campeonato Mundial | Campeonato Mundial |
| Año                | Lugar                    | Medalla            | Clase              |
| ------------------ | ------------------------ | ------------------ | ------------------ |
| 2002               | Kaneohe (Estados Unidos) | Medalla de bronce  | 49er               |
| Campeonato Europeo |                          |                    |                    |
| Año                | Lugar                    | Medalla            | Clase              |
| 1998               | Helsinki (Finlandia)     | Medalla de oro     | 49er               |
| 2009               | Zadar (Croacia)          | Medalla de plata   | 49er               |